# Minareto Kalyan
Il minareto Kalyan è un minareto del complesso Po-i-Kalyan di Bukhara, in Uzbekistan, e uno dei monumenti più importanti della città.

## Storia
Il minareto, progettato da Bako, fu costruito dal sovrano harakhanide Mohammad Arslan Khan nel 1127 per chiamare i musulmani alla preghiera. Una torre in precedenza era crollata prima del completamento. È realizzato seguendo la base circolare di un forno in mattoni, restringendosi verso l'alto. È alto 45,6 metri e misura 9 metri di diametro nella parte inferiore e 6 metri alla sommità.
Il corpo del minareto è sormontato da una rotonda con 16 finestre ad arco, da cui i muezzin convocavano i musulmani per la preghiera. C'è una scala a chiocciola in mattoni che si snoda all'interno. Si è ipotizzato che il minareto abbia avuto un'altra sezione tonda sopra l'attuale, ma ora rimane solo la parte tronco-conica. La base della torre ha stringhe ornamentali strette con cinture in mattoni collocati sia in modo rettilineo che diagonale. Il fregio è ricoperto da una fascia blu con iscrizioni.
In tempo di guerra, il minareto fu utilizzato come torre di avvistamento dei nemici.
Circa cento anni dopo la sua costruzione, la torre impressionò Genghis Khan tanto che ordinò di risparmiarla, quando tutti gli edifici all'intorno vennero distrutti dai suoi uomini. È noto anche come la Torre della Morte, perché fino ai primi del XX secolo i criminali venivano giustiziati gettandoli dall'alto. Fitzroy Maclean, che visitò la città nel 1938, scrisse nel suo libro di memorie Approcci Orientali: "Per secoli prima del 1870, e di nuovo negli anni difficili tra il 1917 e il 1920, gli uomini furono precipitati dal delicato ornato che corona il minareto."

## Galleria d'immagini

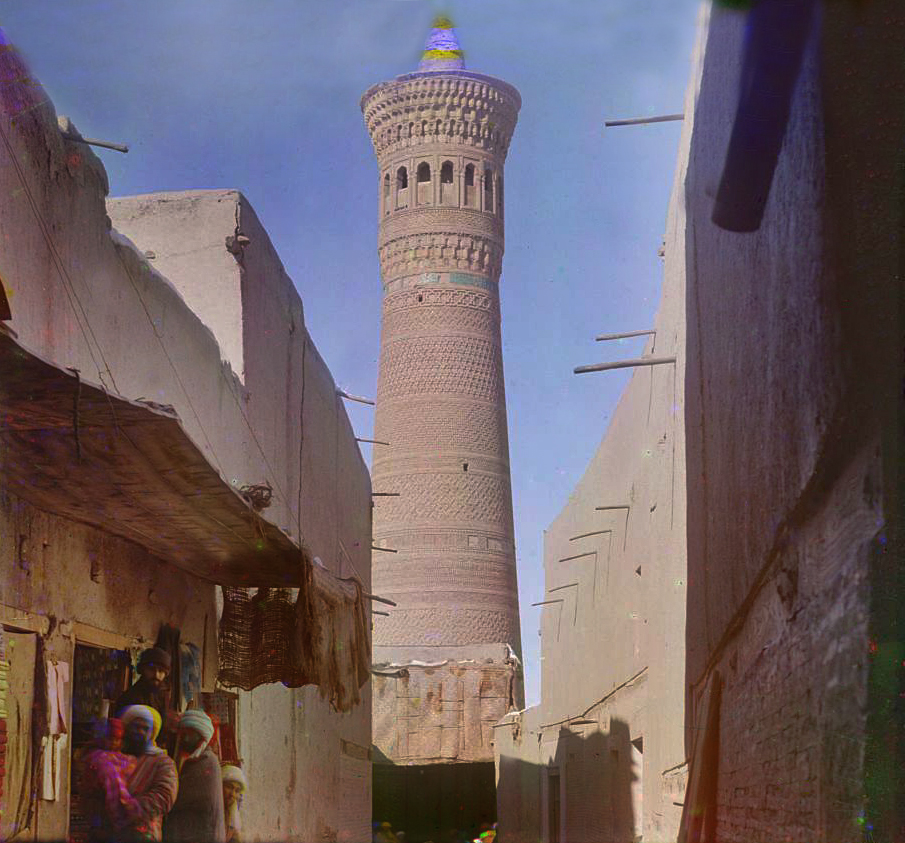
Il minareto nei primi anni del XX secolo
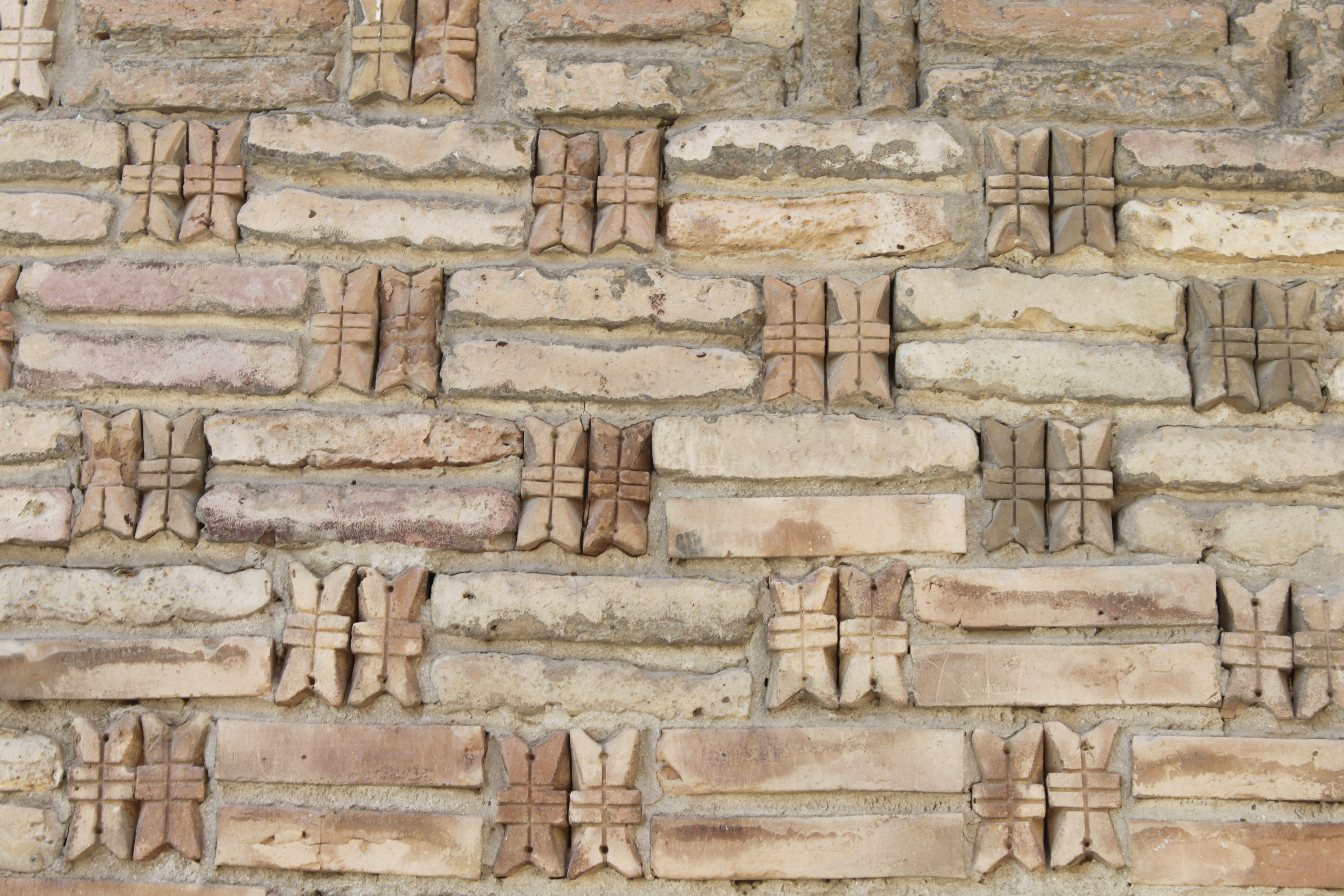
Decorazione
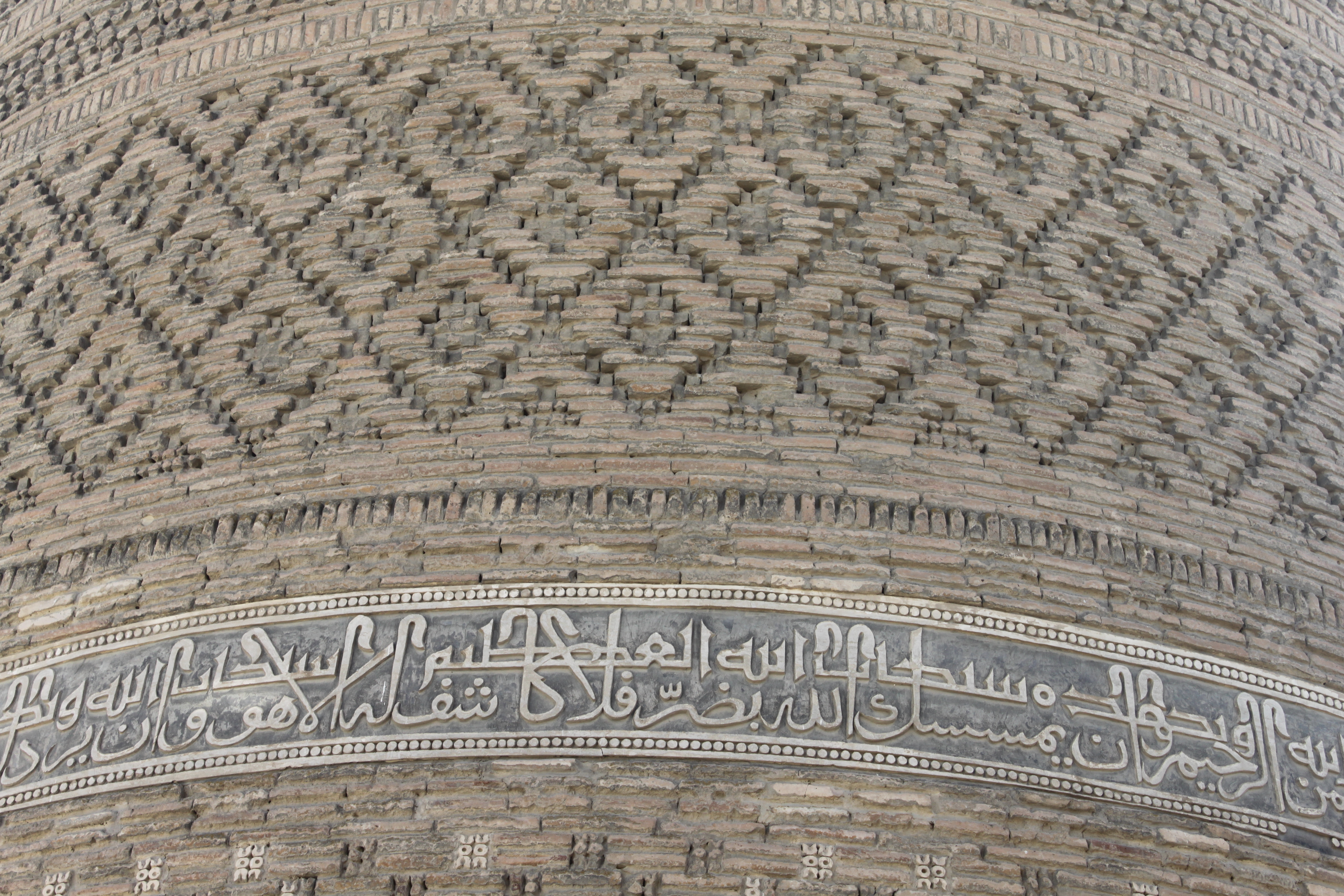
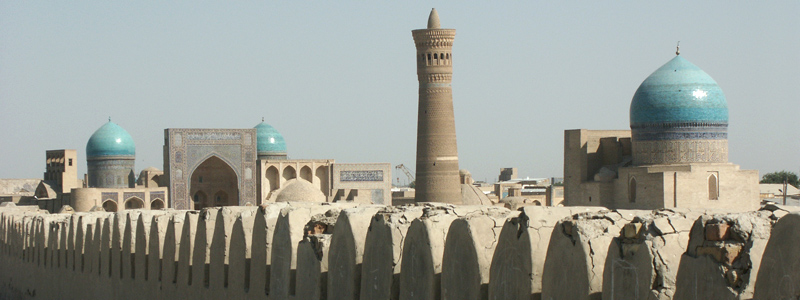
Panorama della città con il minareto